# Sassenburg (Niemcy)
Sassenburg – gmina samodzielna (niem. Einheitsgemeinde) w Niemczech, w kraju związkowym Dolna Saksonia, w powiecie Gifhorn.